# Pamphiliidae
Los panfilíidos (Pamphiliidae, a veces escrita incorrectamente Pamphilidae) son una pequeña familia de himenópteros sínfitos de las regiones templadas de Norteamérica y Eurasia.
Son de cuerpo robusto, de menos de 15 mm de longitud.
Las larvas se alimentan de plantas, a menudo coníferas, y usan una seda para construir redes o tiendas o para enrollar las hojas en forma de tubos. Se alimentan dentro de estas construcciones. Una especie, Neurotoma inconspicua se alimenta del ciruelo y otra especie, Pamphilium persicum, de durazneros.
Contiene alrededor de 200 especies. No son muy comunes y no tienen mayor importancia económica.

## Géneros

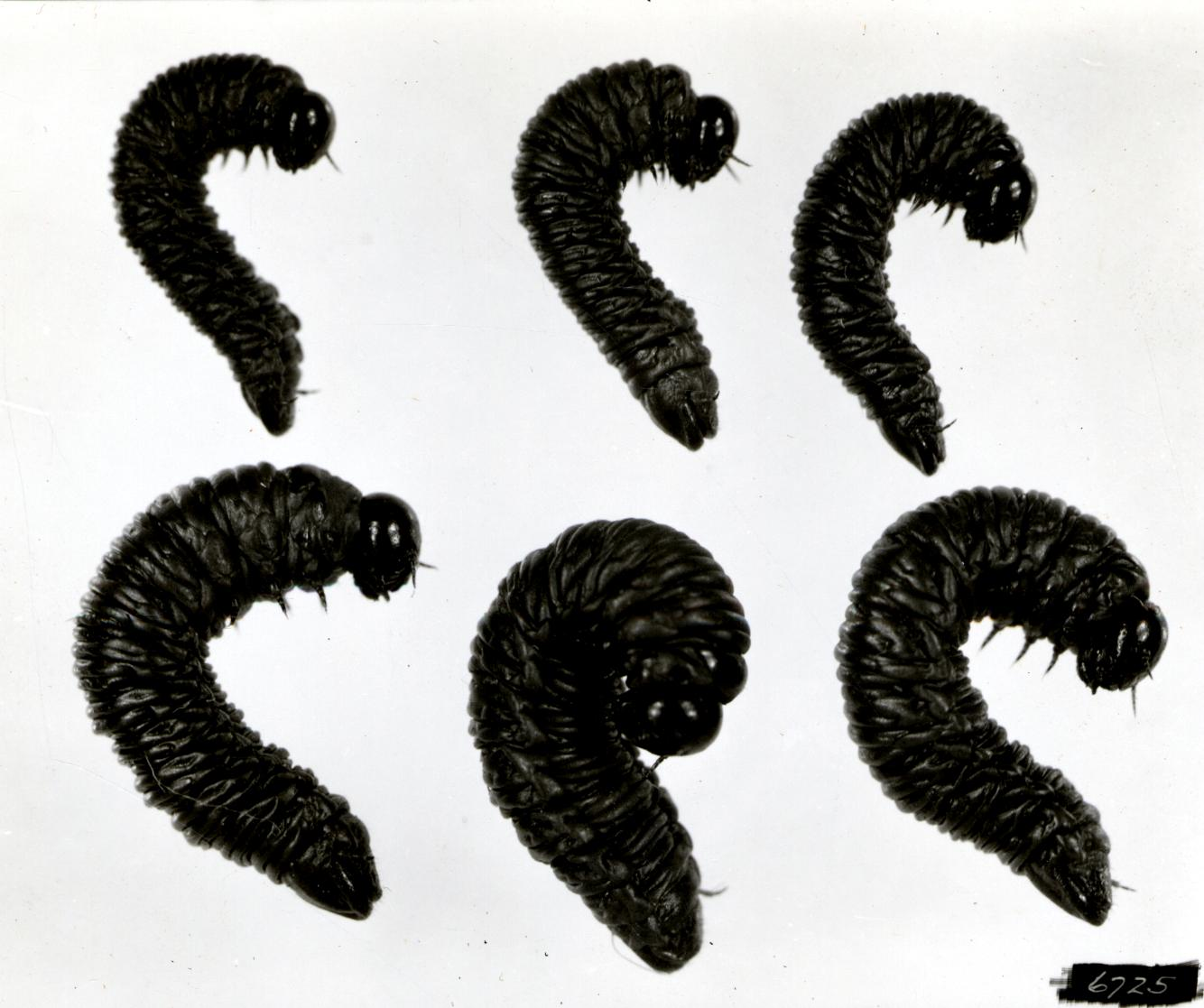
Larvas de Acantholyda en Pinus radiata.

- Acantholyda Costa, 1894
- Caenolyda Konow, 1897
- Cephalcia Panzer, 1805
- Kelidoptera Konow, 1897
- Neurotoma Konow, 1897
- Onycholyda Takeuchi, 1938
- Pamphilius Latreille, 1802
- Pseudocephaleia Zirngiebl, 1937